# Ko (kana)
En l'escriptura japonesa, els caràcters こ (hiragana) i コ (katakana) són dues mores que ocupen la desena posició en el sistema modern d'ordenació alfabètica gojūon (五十音), entre け i さ; i el 33è en el poema iroha, entre ふ i え. En la taula a la dreta, que segueix l'ordre gojūon (per columnes, i de dreta a esquerra), es troba en la segona columna (か行, "columna KA") i la cinquena fila (お段, "fila O"). En fonologia, una mora és la unitat superior al segment i inferior a la síl·laba.
Tant こ com コ provenen del kanji 己.
Poden dur l'accent dakuten: ご, ゴ.

## Romanització
Segons els sistemes de romanització Hepburn modificat, Kunrei-shiki i Nihon-shiki:
- こ, コ es romanitzen com a «ko».
- ご, ゴ es romanitzen com a «go».

## Escriptura
|  | El caràcter こ s'escriu amb dos traços: 1. Traç horitzontal que al final forma angle i es gira una mica cap a l'esquerra. 2. Traç horitzontal a sota del primer. Comença essent corb, ja que se segueix el moviment natural de la mà després d'escriure el primer traç. |
|  | El caràcter コ s'escriu amb dos traços: 1. Traç horitzontal que forma angle ia baixa. 2. Traç horitzontal que toca la part final del primer. |

## Altres representacions
- Sistema Braille:[6]

| －● ●－ －● |

- Alfabet fonètic: 「子供のコ」 (la «ko de kodomo», on kodomo vol dir xiquet)
- Codi Morse: －－－－[7]